# Pomnik Wyścigu Pokoju w Lipsku
Pomnik Wyścigu Pokoju (niem. Friedensfahrt-Denkmal) – nieistniejący pomnik upamiętniający Wyścig Pokoju, który usytuowany był w Lipsku, w kraju związkowym Saksonia w Niemczech.

## Opis

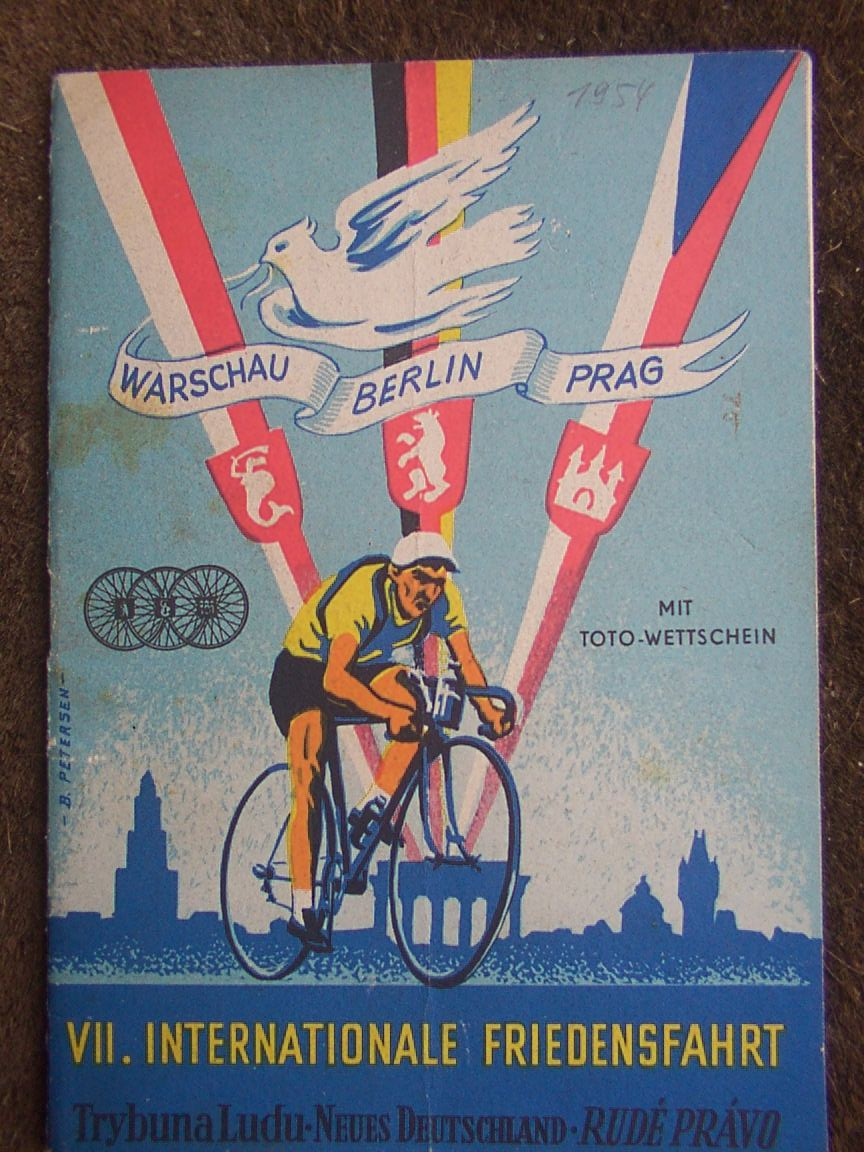
Okładka okolicznościowego wydawnictwa

Pomnik znajdował się na Johannisplatz, w bezpośrednim sąsiedztwie Grassimuseum w Lipsku od 1954 do co najmniej 1966 roku. Został odsłonięty w 1954 roku na cześć VII. edycji Wyścigu Pokoju, odbywającego się od 2 do 17 maja tego samego roku, którego meta 7. etapu znajdowała się 10 maja 1954 w Lipsku, a trasa etapu wiodła z Berlina. W tym samym dniu oficjalnie odsłonięto pomnik. Następny etap prowadził (po dniu wolnym) z Lipska do Chemnitz (wówczas Karl-Marx-Stadt). W ciągu następnych lat uzupełniano wpisy na tablicach pomnika, do co najmniej 1966 roku. Według współczesnych relacji naocznych świadków pomnik został zlikwidowany na początku lat 70. XX wieku, a tablice zostały przeniesione i zainstalowane w zewnętrznej ścianie stadionu centralnego (niem. Zentralstadion Leipzig) w Lipsku. Lokalizacja płyt obecnie nie jest znana. Także autor pomnika pozostaje nieznany.

## Historia
Pomnik składał się z pięciu oszlifowanych płyt z trawertynu ustawionych na wspólnym cokole, zawierających inskrypcje. Pośrodku umieszczona była najwyższa płyta mierząca około 2 metrów z trzema łączącymi się kołami rowerowymi, na których umieszczono herby miast-stolic krajów gospodarzy wyścigu, które były symbolem Wyścigu Pokoju oraz napisem: Internationale Radfernfahrt für den Frieden: Warschau – Berlin – Prag, (tłum. Międzynarodowy pokojowy kolarski wyścig długodystansowy), który odnosił się do przebiegu trasy wyścigu w 1954 roku. Z kolei po dwie płyty po lewej i prawej stronie centralnej płyty miały około 1,60 metra wysokości i zawierały spis wszystkich zwycięzców klasyfikacji indywidualnej i drużynowej od 1948 roku, oraz zwycięzców poszczególnych etapów ówczesnego wyścigu i kolejnych, którzy zostali dopisani w czasie późniejszym. Pomnik miał około 10 metrów szerokości, ozdobiony był z przodu klombami i otoczony obrzeżem z kamieni naturalnych. Pomiędzy płytami zamontowane było sześć masztów flagowych.